# Josefine van Asdonk
Josefine van Asdonk (Amsterdam, 6 oktober 1974) is een Nederlands regisseur, voorheen actrice en presentatrice.
Ze volgde het VWO, opleidingen Cultuur en Beleid aan de Hogeschool Holland en Culturele Bedrijfsvoering op de Hogeschool voor de Kunsten en diverse workshops dans en toneel.
In 1989 maakte Josefine, op vijftienjarige leeftijd, haar televisiedebuut in de jeugdopera De naam van de maan. In 1996 kreeg ze haar bekendste rol toegedeeld als Irene Verweijden in de soap Goudkust. In 2000 besloot ze te stoppen met Goudkust. Hierna ging ze spelen in de comedy De Garage. Ook presenteerde ze programma's op Fox Kids en Kindernet. Hiernaast speelde ze in de kleine films Tinnef (2000) en Een stukje humor (2002). In 2004 speelde ze haar laatste grote rol in de film Gay van Tom Six. 
Na het acteren is Josefine verder gegaan met presenteren, regisseren en produceren. Ze ontwikkelde zelf video’s en heeft Nederlandse televisieprogramma’s bedacht en ontwikkeld. In 2011 heeft ze voor RTL 4 een lifestyleprogramma gepresenteerd en geregisseerd en produceerde ze haar eigen tv-programma op RTL 7.  Sinds 2012 beheert ze diverse nieuwssites en is ze eindredacteur bij nieuws.nl en eigenaar van het Nederlandse videoplatform Vnieuws.nl.